# Malagassa basidentata
Malagassa basidentata är en insektsart som beskrevs av Lucien Chopard 1952. Malagassa basidentata ingår i släktet Malagassa och familjen Episactidae. Inga underarter finns listade i Catalogue of Life.